# 8604 Vanier
8604 Vanier (tên chỉ định: 1929 PK) là một tiểu hành tinh vành đai chính. Nó được phát hiện bởi Charles J. Krieger ở Lick Observatory ở Mount Hamilton gần San Jose, California, ngày 12 tháng 8 năm 1929. Nó được đặt theo tên Jean Vanier, a Canadian philosopher, theologian, author, và teacher.